# Узкоколейная железная дорога Шатурского транспортного управления
Узкоколейная железная дорога ОАО «Шатурторф» (Шатурская УЖД) находилась в Шатурском районе Московской области и на прилегающих территориях Владимирской области. Являлась крупнейшей узкоколейкой Подмосковья.

## Описание
Ширина колеи: 750 мм. Протяжённость, по состоянию на 2007 год: 70 км.
Локомотивные депо находились на станциях Керва и Бакшеево.
На узкоколейной железной дороге выполнялись регулярные грузовые перевозки. Основной груз — торф, поступающий в адрес Шатурской ГРЭС.

## История
Дата открытия первого участка: 1918 год. Принадлежала Шатурскому торфотресту.
До 1995 года узкоколейная железная дорога принадлежала Шатурскому транспортному управлению.
В связи с прекращением использования торфа на ГРЭС дорога не используется с 2008 года, с 2009 года разбирается. К 2011 году полностью разобрана.